# Simeon Hamilton
Pour les articles homonymes, voir Hamilton.
Simeon « Simi » Hamilton, né le 14 mai 1987 à Aspen dans le Colorado, est un fondeur américain, spécialiste du sprint.

## Biographie
Il participe à ses premières compétitions officielles en 2002, puis représente le Middlebury College entre 2005 et 2009.
Il démarre dans l'élite en Coupe du monde en février 2010 à Canmore (28e significatif de premiers points), puis participe aux Jeux olympiques de Vancouver, où il est notamment 29e du sprint classique. Durant la saison 2011-2012, il atteint deux fois le top dans le sprint, notamment à celui de Drammen, où il est septième.
Le fondeur obtient son premier succès notable lors d'une étape du Tour de ski 2013-2014, le sprint libre de Lenzerheide. Son prochain podium intervient en fin d'année 2015 à Dobbiaco sur un sprint à part entière de Coupe du monde, lieu où il est de nouveau sur le podium en 2017.
Aux Jeux olympiques d'hiver de 2014, il est notamment sixième du sprint par équipes avec Erik Bjornsen. Il obtient ce même résultat aux Jeux olympiques d'hiver de 2018, où il est aussi vingtième du sprint classique.
Aux Championnats du monde 2019, il se classe notamment neuvième du sprint libre, son meilleur classement individuel dans un grand championnat.
Mari de la fondeuse Sophie Caldwell, il se retire comme elle à l'issue de la saison 2020-2021.

## Palmarès

### Jeux olympiques
| Épreuve / Édition   | Sprint                           | Sprint                           | 15 km                            | 15 km                            | Poursuite / Skiathlon 2 × 15 km | 50 km | Relais | Relais    |
| Épreuve / Édition   | libre                            | classique                        | libre                            | classique                        | Poursuite / Skiathlon 2 × 15 km | 50 km | Sprint | 4 × 10 km |
| JO 2010 Vancouver   | Épreuve inexistante à cette date | 29e                              | 64e                              | Épreuve inexistante à cette date | —                               | —     | —      | 13e       |
| JO 2014 Sotchi      | 27e                              | Épreuve inexistante à cette date | Épreuve inexistante à cette date | —                                | —                               | —     | 6e     | 11e       |
| JO 2018 Pyeongchang | Épreuve inexistante à cette date | 20e                              | —                                | Épreuve inexistante à cette date | —                               |       | 6e     | —         |

- : pas d'épreuve
- — : Non disputée par Hamilton

### Championnats du monde
| Épreuve / Édition           | Sprint                           | Sprint                           | 15 km                            | 15 km                            | Skiathlon 2 × 15 km | 50 km | Relais | Relais    |
| Épreuve / Édition           | libre                            | classique                        | libre                            | classique                        | Skiathlon 2 × 15 km | 50 km | Sprint | 4 × 10 km |
| Mondiaux 2011 Oslo          | 25e                              | Épreuve inexistante à cette date | Épreuve inexistante à cette date | 51e                              | —                   | —     | —      | —         |
| Mondiaux 2013 val di Fiemme | Épreuve inexistante à cette date | 34e                              | —                                | Épreuve inexistante à cette date | —                   | —     | —      | —         |
| Mondiaux 2015 Falun         | Épreuve inexistante à cette date | 12e                              | —                                | Épreuve inexistante à cette date | —                   | —     | 7e     | 11e       |
| Mondiaux 2017 Lahti         | 28e                              | Épreuve inexistante à cette date | Épreuve inexistante à cette date |                                  | —                   |       | 5e     |           |
| Mondiaux 2019 Seefeld       | 9e                               | Épreuve inexistante à cette date | Épreuve inexistante à cette date | -                                | —                   | 34e   | 8e     |           |
| Mondiaux 2021 Oberstdorf    | Épreuve inexistante à cette date | -                                | 31e                              | Épreuve inexistante à cette date | —                   | —     | 14e    | 8e        |

Légende :
- : pas d'épreuve
- — : Non disputée par Hamilton

### Coupe du monde
- Meilleur classement général : 30e en 2017.
- 2 podiums individuels : 2 deuxièmes places.

#### Courses par étapes
- Finales : 1 podium d'étape.
- Tour de ski : 1 victoire d'étape.
- Ski Tour Canada : 1 podium d'étape.

#### Classements détaillés
| Saison / Épreuve | Saison / Épreuve | Général | Général | Distance | Distance | Sprint | Sprint |
| Saison / Épreuve | Saison / Épreuve | Class.  | Points  | Class.   | Points   | Class. | Points |
| ---------------- | ---------------- | ------- | ------- | -------- | -------- | ------ | ------ |
| 2010             | 2010             | 176e    | 3       |          |          | 107e   | 3      |
| 2011             | 2011             | 130e    | 15      | -        | -        | 79e    | 15     |
| 2012             | 2012             | 62e     | 100     | -        | -        | 22e    | 100    |
| 2013             | 2013             | 91e     | 41      | -        | -        | 46e    | 41     |
| 2014             | 2014             | 54e     | 116     | 20e      | 116      | -      | -      |
| 2015             | 2015             | 63e     | 101     | 89e      | 5        | 26e    | 96     |
| 2016             | 2016             | 32e     | 222     | -        | -        | 10e    | 222    |
| 2017             | 2017             | 30e     | 200     | -        | -        | 9e     | 200    |
| 2018             | 2018             | 40e     | 152     | 73e      | 22       | 17e    | 130    |
| 2019             | 2019             | 37e     | 194     | 57e      | 140      | 17e    | 144    |
| 2020             | 2020             | 61e     | 87      | -        | -        | 24e    | 87     |
| 2021             | 2021             | 51e     | 103     | -        | -        | 14e    | 103    |